# Edgard Santos
Edgard do Rêgo Santos, o Reitor Magnífico (Salvador, 8 de janeiro de 1894 — Rio de Janeiro, 3 de junho de 1962) foi um professor de cátedra, médico e político brasileiro. Santos tornou-se conhecido por sua atuação em prol da formação da Universidade da Bahia, onde atuou como o primeiro reitor da instituição e fundou a Escola de Música, de Dança, de Teatro e o Hospital Universitário da instituição, que hoje leva seu nome. Também foi ministro da Educação, membro da Academia de Letras da Bahia e presidente do Conselho Federal de Educação.

## Biografia
Filho do do médico João Pedro dos Santos e de Amélia do Rêgo Santos, aos 17 anos preparava-se para ingressar na Faculdade de Direito da Bahia, mas mudou de planos após o bombardeio da cidade de Salvador, em 1912, e tornou-se um dos mais brilhantes alunos da Faculdade de Medicina, onde opta pela clínica médica.
Formou-se na Faculdade de Medicina da Bahia, em 1917. Clinicou na cidade de São Paulo, entre 1918 e 1922, ano em que volta para a Bahia. Em seguida, segue para a Europa, em viagem de estudos e trabalho em hospitais da França e Alemanha.
De volta ao Brasil em 1924, ingressa por concurso no quadro de docentes da sua Faculdade de Medicina, como lente da recém-criada cátedra de Patologia Cirúrgica. Neste concurso apresenta duas teses: "Câncer de bexiga" e "Intervenção cirúrgica nos domínios do simpático". Assume a direção do Hospital do Pronto-Socorro de Salvador, função que exerceu até 1937, acumulando com a direção da Faculdade de Medicina da Bahia, a partir de 1936.
Após a extinção do Estado Novo, esteve à frente da unificação das faculdades baianas na Universidade Federal da Bahia, fundada em 8 de abril de 1946, da qual foi o primeiro reitor. Reeleito sucessivamente para o cargo, até 1952, ganhou o epíteto de o Reitor Magnífico, dado pelo Senador Ruy Santos.
Como reitor, fundou o Hospital Universitário, à época "Hospital das Clínicas" e que hoje tem o seu nome e é um dos mais importantes da capital baiana, deu um grande impulso às artes na Universidade, com a criação das primeiras escolas superiores de Música, Teatro e Dança do Brasil, além da instalação do Museu de Arte Sacra, no edifício onde havia funcionado o Convento de Santa Teresa.
Por um curto período, foi Ministro da Educação, durante o segundo governo de Getúlio Vargas. Nomeado em 6 de julho, deixa o cargo em 2 de setembro de 1954, logo após o suicídio de Vargas. Retorna à Universidade da Bahia.
Em 9 de março de 1959 torna-se membro da Academia de Letras da Bahia.
Em 1961 foi destituído do cargo que desempenhara como nenhum outro, durante 15 anos de trabalho profícuo, desde a criação da Universidade. Como compensação, é nomeado Presidente do Conselho Federal de Educação.
Faleceu no ano seguinte.
Edgard Santos foi casado com Carmem Figueira Santos e pai do também reitor da UFBA e governador da Bahia, Roberto Santos.